# Liste des députés de Loir-et-Cher
 (mai 2025).
Liste des députés de Loir-et-Cher

## Cinquième République

### XVIIelégislature(depuis 2024)
| Circonscription | Identité          | Suppléant(e)          | Parti | Parti |
| --------------- | ----------------- | --------------------- | ----- | ----- |
| 1re             | Marc Fesneau      | Mathilde Desjonquères |       | MoDem |
| 2e              | Roger Chudeau     | Virginie Verneret     |       | RN    |
| 3e              | Christophe Marion | Christelle Pellé      |       | RE    |

### XVIelégislature(2022-2024)
| Circonscription | Identité                     | Parti | Parti | Suppléant(e)          |
| --------------- | ---------------------------- | ----- | ----- | --------------------- |
| 1re             | Marc Fesneau (2022)          |       | MoDem | Mathilde Desjonquères |
| 1re             | Mathilde Desjonquères (2022) |       | MoDem |                       |
| 2e              | Roger Chudeau                |       | RN    | Emma Minot            |
| 3e              | Christophe Marion            |       | LREM  | Christelle Pellé      |

### XVelégislature(2017–2022)
| Circonscription | Identité                    | Parti | Parti              | Suppléant(e)           |
| --------------- | --------------------------- | ----- | ------------------ | ---------------------- |
| 1re             | Marc Fesneau (2017-2018)    |       | MoDem              | Stéphane Baudu         |
| 1re             | Stéphane Baudu (2018-2021)  |       | MoDem              |                        |
| 1re             | vacant (2021-2022)          |       |                    |                        |
| 2e              | Guillaume Peltier           |       | LR puis Reconquête | Patrice Martin-Lalande |
| 3e              | Maurice Leroy (2017-2019)   |       | UDI                | Pascal Brindeau        |
| 3e              | Pascal Brindeau (2019-2022) |       | UDI                |                        |

### XIVeLégislature (2012-2017)
| Circonscription | Identité               | Parti | Parti | Suppléant(e)    |
| --------------- | ---------------------- | ----- | ----- | --------------- |
| 1re             | Denys Robiliard        |       | PS    | Béatrice Amossé |
| 2e              | Patrice Martin-Lalande |       | LR    | Hélène Langlais |
| 3e              | Maurice Leroy          |       | NC    | Pascal Brindeau |

### XIIIeLégislature (2007-2012)
| Circonscription     | Identité                                                    | Parti | Autres mandats                                    | Suppléant(e)    |
| ------------------- | ----------------------------------------------------------- | ----- | ------------------------------------------------- | --------------- |
| 1re circonscription | Nicolas Perruchot                                           | NC    | Conseiller municipal de Blois                     | Jean Lhoste     |
| 2e circonscription  | Patrice Martin-Lalande                                      | UMP   | Vice-président du conseil général de Loir-et-Cher | Hélène Langlais |
| 3e circonscription  | Maurice Leroy puis Pascal Brindeau (à partir du 15/12/2010) | NC    | Président du conseil général de Loir-et-Cher      | Pascal Brindeau |

### XIIeLégislature (2002-2007)
| Circonscription     | Identité                            | Parti | Autres mandats                                    | Suppléant(e)     |
| ------------------- | ----------------------------------- | ----- | ------------------------------------------------- | ---------------- |
| 1re circonscription | Nicolas Perruchot                   | UDF   | Maire de Blois                                    | Jean Lhoste      |
| 2e circonscription  | Patrice Martin-Lalande              | UMP   | Vice-président du conseil général de Loir-et-Cher | Sylvaine Laurent |
| 3e circonscription  | Maurice Leroy, puis Pascal Brindeau | UDF   | Président du conseil général de Loir-et-Cher      | Pascal Brindeau  |

### XIeLégislature (1997-2002)
| Circonscription     | Identité               | Parti | Autres mandats | Suppléant(e)     |
| ------------------- | ---------------------- | ----- | -------------- | ---------------- |
| 1re circonscription | Jack Lang              |       |                | Michel Fromet    |
| 2e circonscription  | Patrice Martin-Lalande |       |                | Sylvaine Laurent |
| 3e circonscription  | Maurice Leroy          |       |                | Jean Desanlis    |

### Xelégislature(1993-1997)
| Circonscription     | Identité               | Parti | Autres mandats | Suppléant(e)         | Notes                                                                        |
| ------------------- | ---------------------- | ----- | -------------- | -------------------- | ---------------------------------------------------------------------------- |
| 1re circonscription | Jack Lang              | PS    |                | Michel Fromet        | déclaré démissionnaire d'office le 09/12/1993 par le Conseil Constitutionnel |
| 1re circonscription | Michel Fromet          | PS    |                |                      | Elu le 08/02/1994 (élection partielle)                                       |
| 2e circonscription  | Patrice Martin-Lalande | RPR   |                | Olivier Bouton (UDF) |                                                                              |
| 3e circonscription  | Jean Desanlis          | UDF   |                | Claude Denis         |                                                                              |

### IXelégislature(1988-1993)
| Circonscription     | Identité        | Parti | Autres mandats | Suppléant(e)  | Notes                                                                   |
| ------------------- | --------------- | ----- | -------------- | ------------- | ----------------------------------------------------------------------- |
| 1re circonscription | Jack Lang,      | PS    |                | Michel Fromet |                                                                         |
| 1re circonscription | Michel Fromet   | PS    |                |               | Remplace Jack Lang, membre du Gouvernement, du 29/07/1988 au 01/04/1993 |
| 2e circonscription  | Jeanny Lorgeoux | PS    |                | Yves Piau     |                                                                         |
| 3e circonscription  | Jean Desanlis   | UDF   |                | Claude Denis  |                                                                         |

### VIIIelégislature(1986-1988)
Scrutin proportionnel départemental. Pas de circonscriptions ni de suppléants.
| Identité      | Parti | Autres mandats |
| ------------- | ----- | -------------- |
| Jack Lang     | PS    |                |
| Roger Corrèze | RPR   |                |
| Jean Desanlis | UDF   |                |

### VIIelégislature(1981-1986)
| Circonscription     | Identité            | Parti | Autres mandats | Suppléant(e)    |
| ------------------- | ------------------- | ----- | -------------- | --------------- |
| 1re circonscription | François Mortelette | PS    |                | Pierre Follet   |
| 2e circonscription  | Roger Corrèze       | RPR   |                | Michel Girard   |
| 3e circonscription  | Jean Desanlis       | UDF   |                | Bernard Peltier |

### VIelégislature(1978-1981)
| Circonscription     | Identité       | Parti | Autres mandats | Suppléant(e)    |
| ------------------- | -------------- | ----- | -------------- | --------------- |
| 1re circonscription | Pierre Sudreau | UDF   |                | Robert Moreau   |
| 2e circonscription  | Roger Corrèze  | RPR   |                | Michel Girard   |
| 3e circonscription  | Jean Desanlis  | UDF   |                | Bernard Peltier |

### Velégislature(1973-1978)
| Circonscription     | Identité       | Parti | Autres mandats | Suppléant(e)    |
| ------------------- | -------------- | ----- | -------------- | --------------- |
| 1re circonscription | Pierre Sudreau | DVC   |                | Robert Moreau   |
| 2e circonscription  | Roger Corrèze  | UDR   |                | Michel Girard   |
| 3e circonscription  | Jean Desanlis  | CDP   |                | Bernard Peltier |

### IVelégislature(1968-1973)
| Circonscription     | Identité                        | Parti | Autres mandats | Suppléant(e)  |
| ------------------- | ------------------------------- | ----- | -------------- | ------------- |
| 1re circonscription | Pierre Sudreau                  | CD    |                | Robert Moreau |
| 2e circonscription  | Roger Corrèze                   | UDR   |                | Michel Girard |
| 3e circonscription  | Paul Cormier puis Jean Desanlis | CD    |                | Jean Desanlis |

### IIIelégislature(1967-1968)
| Circonscription     | Identité       | Parti | Autres mandats | Suppléant(e)  |
| ------------------- | -------------- | ----- | -------------- | ------------- |
| 1re circonscription | Pierre Sudreau | CD    |                | Robert Moreau |
| 2e circonscription  | Kléber Loustau | SFIO  |                | Louis Boichot |
| 3e circonscription  | Gérard Yvon    | SFIO  |                | René Dubois   |

### IIelégislature(1962-1967)
| Circonscription     | Identité       | Parti | Autres mandats | Suppléant(e)  |
| ------------------- | -------------- | ----- | -------------- | ------------- |
| 1re circonscription | Roger Goemaere | UNR   |                | Henri Robert  |
| 2e circonscription  | Kléber Loustau | SFIO  |                | Louis Boichot |
| 3e circonscription  | Gérard Yvon    | SFIO  |                | René Dubois   |

### Irelégislature(1958-1962)
| Circonscription     | Identité               | Parti | Autres mandats | Suppléant(e)  |
| ------------------- | ---------------------- | ----- | -------------- | ------------- |
| 1re circonscription | André Burlot           | MRP   |                | Marcel Buhler |
| 2e circonscription  | Pierre Comte-Offenbach | UNR   |                | René Lépine   |
| 3e circonscription  | Pierre Mahias          | MRP   |                | Paul Richard  |

## Quatrième République

### Troisième législature (1956-1958)
Bernard Paumier (PCF)
Kléber Loustau (SFIO)
Robert Pesquet (Républicains sociaux)
Robert Bruyneel (PRL)

### Deuxième législature (1951-1956)
Kléber Loustau (SFIO)
André Burlot (MRP)
Robert Bruyneel (Centre républicain)
Georges Litalien (Centre républicain)

### Première législature (1946-1951)
Bernard Paumier (PCF)
Kléber Loustau (SFIO)
André Burlot (MRP)
Robert Bruyneel (PRL)

## Gouvernement provisoire de la République Française

### Deuxième constituante (juin-novembre 1946)
Bernard Paumier (PCF)
Kléber Loustau (SFIO)
André Burlot (MRP)
Robert Bruyneel (PRL)

### Première constituante (1945-1946)
Bernard Paumier (PCF)
Robert Mauger (SFIO)
Gabriel Chevallier (MRP)
Robert Bruyneel (PRL)

## IIIeRépublique

### Irelégislature (1876 - 1877)
- Pierre Tassin
- Jean-François-Charles Dufay
- Édouard de Sonnier
- Pierre Eugène Lesguillon

### IIelégislature (1877 - 1881)
- Pierre Tassin
- Pierre Eugène Lesguillon décédé en 1880, remplacé par Philippe Émile Jullien
- Jean-François-Charles Dufay élu sénateur en 1879, remplacé par Eugène Deniau
- Édouard de Sonnier

### IIIelégislature (1881 - 1885)
- Pierre Tassin
- Philippe Émile Jullien
- Eugène Deniau
- Édouard de Sonnier

### IVelégislature (1885 - 1889)
- Pierre Tassin
- Philippe Émile Jullien
- Eugène Deniau
- Édouard de Sonnier

### Velégislature (1889 - 1893)
- Blois-2 : Pierre Tassin, Républicain
- Vendôme : Lucien Haudos de Possesse,  Conservateur
- Romorantin : Philippe Émile Jullien, Républicain radical
- Blois-1 : Eugène Deniau,  Républicain

Source : journal Le Temps du 24 septembre et du 8 octobre 1889 sur Gallica,.

### VIelégislature (1893 - 1898)
- Vendôme : Gaston Bozérian,  Républicain
- Blois-1 : Eugène Riu, Radical décédé en 1895, remplacé par Eusèbe Gauvin, Républicain progressiste
- Romorantin : Philippe Émile Jullien, Radical
- Blois-2 : Constant Ragot-Blondeau, Républicain

Source : journal Le Temps du 22 août et du 5 septembre 1893 sur Gallica,.

### VIIelégislature (1898 - 1902)
- Vendôme : Gaston Bozérian, Républicain, décédé en 1899, remplacé par Henri David, Républicain (Gauche radicale)
- Blois-1 : Eusèbe Gauvin, Républicain progressiste
- Romorantin : Théophile Maymac, Républicain
- Blois-2 : Constant Ragot-Blondeau, Radical

Source : journal Le Temps du 10 mai et du 24 mai 1898 sur Gallica,.

### VIIIelégislature (1902 - 1906)
- Romorantin : Pierre Pichery, Républicain
- Vendôme : Henri David, Radical
- Blois-1 : Eusèbe Gauvin, Républicain progressiste
- Blois-2 : Constant Ragot-Blondeau, Radical

Source : journal Le Temps du 29 avril et du 13 mai 1902 sur Gallica,.

### IXelégislature (1906 - 1910)
- Vendôme : Pierre Berger, Gauche Radicale
- Blois-2 : Pierre Tassin, Gauche Radicale, décédé le 20 novembre 1908, remplacé par Joseph Paul-Boncour, Socialistes parlementaires, élu le 3 janvier 1909
- Romorantin : Pierre Pichery, Gauche Radicale
- Blois-1 : Eugène Treignier, Gauche Radicale Socialiste

Sources : Journal Le Temps du 6 et du 22 mai 1906 sur Gallica - ,.

### Xelégislature (1910 - 1914)
- Blois-2 : Joseph Paul-Boncour, Républicain socialiste
- Romorantin : Pierre Pichery, Gauche radicale
- Vendôme : Léon Alphonse-Rivière, Républicain socialiste
- Blois-1 : Eugène Treignier, Radical socialiste

Sources : Journal Le Temps du 24 avril et du 8 mai 1910 sur Gallica - ,.

### XIelégislature (1914 - 1919)
- Vendôme : Pierre Berger, Gauche radicale
- Romorantin : Pierre Pichery, Gauche radicale
- Blois-2 : Victor Legros, Gauche radicale
- Blois-1 : Eugène Treignier, Radical socialiste

Sources : Journal Le Temps du 28 avril et du 12 mai 1914 sur Gallica - ,.

### XIIelégislature (1919 - 1924)
Les élections législatives de 1919 furent organisées au scrutin proportionnel de liste. Elles marquèrent au niveau national la victoire du "Bloc national" de centre-droit.
Liste d'union nationale républicaine
- Robert Barillet, Entente républicaine démocratique

Liste républicaine radicale
- Pierre Pichery, Gauche républicaine démocratique, élu sénateur en 1920, remplacé par Édouard Payen, Action républicaine et sociale, élu le 28 mars 1920
- Pierre Berger, Gauche républicaine démocratique, élu sénateur en 1920 remplacé par Raoult Persil, Action républicaine et sociale, élu le 28 mars 1920
- Victor Legros, Gauche républicaine démocratique

Source : Barodet sur le site de l'Assemblée Nationale - https://bibnum.sciencespo.fr/s/catalogue/ark:/46513/sc16m2kz#?c=&m=&s=&cv=.

### XIIIelégislature (1924 - 1928)
Les élections législatives de 1924 furent organisées au scrutin proportionnel de liste. Elles marquèrent au niveau national national la victoire du "Cartel des gauches".
Liste du Bloc des Gauches
- Richard Georges, SFIO
- René Chavagnes, Républicain socialiste et socialiste français
- Pierre Mauger-Violleau, Républicain socialiste et socialiste français, décédé le 6 novembre 1924, remplacé par Victor Legros, Gauche républicaine démocratique, élu le 18 janvier 1925

Liste d'Union nationale républicaine
- Robert Barillet, Union républicaine démocratique

Source : Barodet sur le site de l'Assemblée Nationale - https://bibnum.sciencespo.fr/s/catalogue/ark:/46513/sc16m1m0#?c=&m=&s=&cv=

### XIVelégislature (1928 - 1932)
Les élections législatives furent au scrutin d'arrondissement majoritaire à deux tours de 1928 à 1936.
- Romorantin : Richard Georges, SFIO
- Blois-1 : Henri Amiot, Radical-socialiste, décédé le 7 juin 1929, remplacé par Camille Chautemps, Radical-socialiste, élu le 11 août 1929
- Vendôme : Louis Besnard-Ferron, SFIO
- Blois-2 : Victor Legros, Républicain de gauche (modéré)

Source : Élections législatives 22-29 avril 1928 de Georges Lachapelle - https://gallica.bnf.fr/ark:/12148/bpt6k320439r.texteImage#

### XVelégislature (1932 - 1936)
- Romorantin : Jean-Jacques Dumoret, Gauche radicale
- Blois-2 : Robert Mauger, SFIO
- Blois-1 : Camille Chautemps, Radical-socialiste, élu sénateur en 1935 remplacé par Émile Laurens, Radical-socialiste, élu le 31 mars 1935
- Vendôme : Louis Besnard-Ferron, SFIO puis Union socialiste républicaine

### XVIelégislature (1936 - 1940)
- Blois-2 : Robert Mauger, SFIO
- Romorantin : Kléber Beaugrand, SFIO
- Blois-1 : Émile Laurens, Radical-socialiste, décédé le 16 juin 1940 [19]
- Vendôme : Louis Besnard-Ferron, Union socialiste républicaine

## Assemblée nationale(1871-1876)
| Nom                                     | Département  | Date d'élection                                                     | Date de fin de mandat                    | Étiquette/Parti     |
| --------------------------------------- | ------------ | ------------------------------------------------------------------- | ---------------------------------------- | ------------------- |
| François Joseph Ducoux (1808-1873)      | Loir-et-Cher | 8 février 1871                                                      | 23 mars 1873 † (Remplacé par Lesguillon) | Gauche républicaine |
| Jean-François-Charles Dufay (1815-1898) | Loir-et-Cher | 2 juillet 1871 (en remplacement de Thiers qui a opté pour la Seine) | 7 mars 1876                              | Gauche républicaine |
| Pierre Eugène Lesguillon (1811-1880)    | Loir-et-Cher | 11 mai 1873 (en remplacement de Ducoux †)                           | 7 mars 1876                              | Gauche républicaine |
| Henri Léopold de Sers (1822-1903)       | Loir-et-Cher | 8 février 1871                                                      | 7 mars 1876                              | Union des Droites   |
| Pierre Tassin (1837-1908)               | Loir-et-Cher | 8 février 1871                                                      | 7 mars 1876                              | Centre gauche       |

## Corps législatif (Second Empire)

### IVelégislature(1869-1870)
| Nom                                       | Circonscription     | Date d'élection | Date de fin de mandat | Étiquette/Parti     |
| ----------------------------------------- | ------------------- | --------------- | --------------------- | ------------------- |
| François-Philibert Dessaignes (1805-1897) | 2e circonscription  | 23 mai 1869     | 4 septembre 1870      | Majorité dynastique |
| Pierre Tassin (1837-1908)                 | 1re circonscription | 23 mai 1869     | 4 septembre 1870      | Centre gauche       |

### IIIelégislature(1863-1869)
| Nom                                       | Circonscription     | Date d'élection                                  | Date de fin de mandat | Étiquette/Parti     |
| ----------------------------------------- | ------------------- | ------------------------------------------------ | --------------------- | ------------------- |
| Justinien Nicolas Clary (1816-1896)       | 1re circonscription | 1er juin 1863 (candidat officiel)                | 28 avril 1869         | Tiers-parti         |
| François-Louis Crosnier (1792-1867)       | 2e circonscription  | 1er juin 1863                                    | 3 septembre 1867 †    | Majorité dynastique |
| François-Philibert Dessaignes (1805-1897) | 2e circonscription  | 10 novembre 1867 (en remplacement de Crosnier †) | 28 avril 1869         | Majorité dynastique |

### IIelégislature(1857-1863)
| Nom                                 | Circonscription     | Date d'élection                  | Date de fin de mandat | Étiquette/Parti     |
| ----------------------------------- | ------------------- | -------------------------------- | --------------------- | ------------------- |
| Justinien Nicolas Clary (1816-1896) | 1re circonscription | 22 juin 1857 (candidat officiel) | 5 novembre 1863       | Majorité dynastique |
| François-Louis Crosnier (1792-1867) | 2e circonscription  | 22 juin 1857 (candidat officiel) | 5 novembre 1863       | Majorité dynastique |

### Irelégislature(1852-1857)
| Nom                                 | Circonscription     | Date d'élection                     | Date de fin de mandat | Étiquette/Parti     |
| ----------------------------------- | ------------------- | ----------------------------------- | --------------------- | ------------------- |
| Justinien Nicolas Clary (1816-1896) | 1re circonscription | 29 février 1852 (candidat officiel) | 28 novembre 1857      | Majorité dynastique |
| François-Louis Crosnier (1792-1867) | 2e circonscription  | 29 février 1852                     | 28 novembre 1857      | Majorité dynastique |

## Assemblée législative (1849-1851)
| Nom                                            | Département  | Date d'élection                             | Date de fin de mandat                                                                                           | Étiquette/Parti |
| ---------------------------------------------- | ------------ | ------------------------------------------- | --- | --------------- |
| François Cantagrel (1810-1887)                 | Loir-et-Cher | 13 mai 1849                                 | 13 juin 1849 (Condamné par la Haute Cour de justice de Versailles pour sa participation à l'affaire du 13 juin) | Extrême gauche  |
| Justinien Nicolas Clary (1816-1896)            | Loir-et-Cher | 8 juillet 1849 (en remplacement de Sarrut)  | 15 décembre 1850 (démission)                                                                                    | Droite          |
| Vincent Charles Henri d'Etchegoyen (1818-1885) | Loir-et-Cher | 10 mars 1850 (en remplacement de Cantagrel) | 2 décembre 1851                                                                                                 | Extrême gauche  |
| Alexandre Léon Sébastien Gérard (1817-1896)    | Loir-et-Cher | 13 mai 1849 (5e et dernier)                 | 2 décembre 1851                                                                                                 | Droite          |
| Jean-François Xavier Salvat (1791-1859)        | Loir-et-Cher | 13 mai 1849 (1er sur 5)                     | 2 décembre 1851                                                                                                 | Gauche          |
| Dominique Germain Sarrut (1800-1863)           | Loir-et-Cher | 13 mai 1849 (2e sur 5)                      | 1er juillet 1849 (élection invalidée : remplacé par Clary)                                                      | Gauche          |

## Assemblée nationale constituante (1848-1849)
- Alexandre Léon Sébastien Gérard
- François Joseph Ducoux
- Germain Sarrut
- Antoine Durand-Gauthier
- Jean-François Xavier Salvat
- Antoine Normant

## Chambre des députés (Monarchie de Juillet)

### Irelégislature(1830-1831)
- Étienne Crignon-Bonvallet
- Joseph Pelet de la Lozère
- Eugène Valentin Oberlin De Mittersbach

### IIelégislature(1831-1834)
- Étienne Crignon-Bonvallet décédé en 1832, remplacé par Sébastien Pierre Péan
- Joseph Auguste Marie Petit
- Joseph Pelet de la Lozère

### IIIelégislature(1834-1837)
- Joseph Pelet de la Lozère
- Eugène Valentin Oberlin De Mittersbach
- Alexandre Raguet

### IVelégislature(1837-1839)
- Antoine Durand-Gauthier
- Louis Doguereau
- Alexandre Raguet

### Velégislature(1839-1842)
- Antoine Durand-Gauthier
- Louis Doguereau
- Alexandre Raguet

### VIelégislature(1842-1846)
- Alexandre Raguet nommé pair en 1845, remplacé par Pierre-Louis-Charles de Belleyme
- Louis Doguereau nommé pair en 1845, remplacé par Louis-Catherine Bergevin
- Antoine Durand-Gauthier

### VIIelégislature(17/08/1846-24/02/1848)
- François-Philibert Dessaignes
- Louis-Catherine Bergevin
- Antoine Durand-Gauthier

## Chambre des députés des départements (2eRestauration)

### Irelégislature(1815–1816)
- Jean-Marie Pardessus
- Auguste Guillaume Josse-Beauvoir
- Charles-Marie d'Irumberry de Salaberry

### IIelégislature(1816-1823)
- Auguste Guillaume Josse-Beauvoir
- Charles-Marie d'Irumberry de Salaberry
- Louis François René de Courtarvel

### IIIelégislature(1824-1827)
- Auguste Guillaume Josse-Beauvoir
- Charles-Marie d'Irumberry de Salaberry
- Louis François René de Courtarvel

### IVelégislature(1828-1830)
- Joseph Pelet de la Lozère
- Charles-Marie d'Irumberry de Salaberry
- Étienne Crignon-Bonvallet

### Velégislature(23 juin 1830-28 juillet 1830)
- Joseph Pelet de la Lozère
- Eugène Valentin Oberlin De Mittersbach
- Étienne Crignon-Bonvallet

## Chambre des représentants (Cent-Jours)
- François Bernard Chenu
- Bernard Durand
- Claude Alardet
- Antoine de Laforêt
- Pierre Ferdinand Ozenne

## Chambre des députés des départements (1reRestauration)
- Louis Charles Taillevis de Périgny

## Corps législatif(1800-1814)
- Jean-Marie Pardessus
- Bernard Durand
- Bernard Marescot-Pérignat
- Louis Charles Taillevis de Périgny
- Henri Grégoire

## Conseil des Cinq-Cents(1795-1799)
- Henri Grégoire
- Charles-Mathurin Deschamps-Couturier
- Bernard Durand
- Claude-Nicolas Leclerc

## Convention nationale(1792-1795)
7 députés et 5 suppléants

### Députés
1. Henri Grégoire, évêque du département, ancien Constituant.
2. François Chabot, vicaire épiscopal de Blois, ancien député à la Législative ; est condamné à mort le 16 germinal an II (5 avril 1794).
3. Marcou Brisson, procureur syndic du département, ancien député à la Législative.
4. Jacques-Henri Bernardin de Saint-Pierre, intendant du Jardin des Plantes ; donne sa démission le 3 octobre 1792 ; est remplacé par Foussedoire.
5. Augustin Frécine, président du conseil du département, ancien député à la Législative.
6. Claude-Nicolas Leclerc, accusateur public à Blois, ancien député suppléant à la Législative.
7. Jean-Louis Carra, opte pour la Saône-et-Loire. Est remplacé par Venaille.

### Suppléants
1. Mercier (Louis-Sébastien). Est élu député dans Seine-et-Oise ; est remplacé comme suppléant par Rochejean.
2. Pierre-Étienne Venaille-Bodin. Remplace, dès le début, Carra qui a opté pour Saône-et-Loire.
3. André Foussedoire, administrateur du département. Remplace Saint-Pierre démissionnaire ; est enfermé à Ham le 12 germinal an III (1er avril 1795).
4. Rochejean (Marie-Joseph-Philibert), prêtre. Demande à remplacer Chabot et est écarté comme se trouvant sous le coup d'un mandat de justice.
5. Péan (François-Étienne), administrateur du département. N'a pas siégé.

## Assemblée législative (1791-1792)
7 députés et 3 suppléants

### Députés
1. Marcou Brisson, procureur-général-syndic du département, domicilié à Selles, district de Romorantin.
2. Antoine Pierre Savonneau, cultivateur à Saint-Firmin-des-Prés, district de Vendôme, membre du conseil du département.
3. Augustin Frécine, président du tribunal du district de Saint-Aignan et Montrichard, membre du conseil du département.
4. François Chabot, vicaire épiscopal à Blois.
5. Louis Étienne Marchand, juge de paix du canton de Marolles, membre du conseil du département.
6. Louis Charles Étienne Lemaistre, membre du directoire du département, domicilié à Montoire, district de Vendôme.
7. Jacques Duval, ancien maître des forges, domicilié à Plessis-Dorin, district de Mondoubleau.

### Suppléants
1. Legros (Jean Dominique), juge au tribunal du district de Mer.
2. Desfray fils, membre du directoire du district de Blois.
3. Claude-Nicolas Leclerc, homme de loi, juge de paix du canton de Villedieu, accusateur public près le tribunal criminel du district de Vendôme.

## Et avant le département?
Représentants aux États généraux puis Assemblée constituante de 1789

### Généralité d'Orléans

#### Bailliage deBlois
Bailliage secondaire : Romorantin. (8 députés)
- Clergé.
  - 1. Chambault (Michel), curé de la Chaussée-Saint-Victor.
  - 2. La Roche-Negly (Jean-Baptiste de), prieur-curé de Saint-Honoré de Blois.

- Noblesse.
  - 3. Beauharnois (Alexandre-François-Marie, vicomte de), major en deuxième du régiment de la Sarre-infanterie, chevalier, seigneur de la Ferté-Beauharnois.
  - 4. Phelines (Louis-Jacques de), chevalier novice des ordres royaux militaire et hospitalier de Notre-Dame du Mont-Carmel et de Saint-Lazare de Jérusalem, capitaine du corps royal du génie, seigneur de Bois-Besnard.

- Tiers état.
  - 5. Druillon (Pierre), conseiller du roi, lieutenant générai civil au bailliage de Blois.
  - 6. Turpin (Charles), lieutenant criminel au bailliage de Blois.
  - 7. Delaforge (Jean-Michel-Marguerite), avocat au parlement, exerçant en la justice de Châteaudun.
  - 8. Dinochau (Jacques-Samuel), avocat au parlement exerçant au siège de Blois, bailli de Pontlevoy.

##### Suppléants. (1)
- Noblesse.
  - 1. Lavoisier (Antoine-Laurent), seigneur de Frechine, Villefrancœur et autres lieux, de l'Académie des Sciences, de la Société royale de Londres, fermier général.

#### Bailliage deVendôme
Bailliages secondaires : Mondoubleau, Saint-Calais. (4 députés)
- Clergé.
  - 1. Housseau (Joachim-Nicolas), curé de Saint-Martin de Sargé. Refuse son élection et est remplacé par son suppléant Bodineau (Jean-Pierre-Étienne-Lazare).

- Noblesse.
  - 2. Sarrazin (Gilbert, comte de), ancien capitaine de dragons, chevalier de Saint-Louis, seigneur du fief Bromplessé, paroisse de Nourray.

- Tiers état.
  - 3. Pothée Cheron (Louis-François), échevin à Montoire.
  - 4. Crénière (Jean-Baptiste), marchand de fer à Vendôme.

##### Suppléants. (1)
- Clergé.
  - 1. Bodineau (Jean-Pierre-Étienne-Lazare), curé de Saint-Bienheuré de Vendôme. Remplace Housseau, qui refuse son élection.